# 馬克·羅斯頓
馬克·羅斯頓（英語：Mark Rolston，1956年12月7日—）是一名美國男演員，知名於其出演的《異形2》、《致命武器2》、《刺激1995》、《無間道風雲》與《奪魂鋸系列》等電影。

## 演出角色
在《刺激1995》中，罗斯顿饰演狱中男同性恋强奸犯“三姊妹”的头目，多次强奸主角安迪未成，并对其施暴，後來將安迪打成重伤而被海利队长毒打一顿後，落得终身残疾的處境。